# Rothbury
Rothbury – miasto i civil parish w Wielkiej Brytanii, w Anglii, w hrabstwie Northumberland. W 2011 civil parish liczyła 2107 mieszkańców.